# Atapuerca
Atapuerca é um município da Espanha na província de Burgos, comunidade autónoma de Castela e Leão, de área 24,34 km² com população de 200 habitantes (2004) e densidade populacional de 8,22 hab/km².

## Demografia
| Variação demográfica do município entre 1991 e 2004 | Variação demográfica do município entre 1991 e 2004 | Variação demográfica do município entre 1991 e 2004 | Variação demográfica do município entre 1991 e 2004 |
| --------------------------------------------------- | --------------------------------------------------- | --------------------------------------------------- | --------------------------------------------------- |
| 1991                                                | 1996                                                | 2001                                                | 2004                                                |
| 151                                                 | 202                                                 | 196                                                 | 200                                                 |

## Património
- Depósitos de civilizações antigas: Sima del Elefante, Galería e la Gran Dolina.